# 旅立ち〜足寄より〜
『旅立ち〜足寄より〜』（たびだち あしょろより）は、日本のシンガーソングライター・松山千春の自伝小説『足寄より』を原作とした日本映画ならびに舞台。

## 概要
松山は19歳の時、全国フォーク音楽祭に出場。オリジナル曲「旅立ち」を歌い、会場の観衆に圧倒される。そんな中、プロデューサーの竹田と出会ったことで、歌手としての道を歩み始めることになる。

## 映画
2008年11月22日に北海道で先行公開され、2009年1月24日に全国公開された。監督は今井和久。第21回東京国際映画祭日本映画・ある視点部門に出品された。

### 概要
松山千春が23歳のときに自ら書き下ろした自伝『足寄より』をベースに映画化。千春が、1975年「全国フォーク音楽祭北海道大会」へ出場した際に、審査員であった札幌テレビ・ラジオ局（現・STVラジオ）の竹田健二ディレクターは千春の才能をいち早く見い出した。この大会で千春は落選したものの、竹田は「北海道のスーパースター」を誕生させるべく上司らを説得し、1976年に毎週日曜日午後からの番組『サンデージャンボスペシャル』内で「千春のひとりうた」という15分のコーナーを設けて千春をメディアデビューさせる。
翌1977年1月25日、千春は「旅立ち」でキャニオンレコードからレコードデビューを果たし、コンサートツアーを開始。竹田の存在なくして、今日の千春はありえなかった。しかし、同年8月27日、函館でのコンサートを目前にして竹田は急性心不全のために36歳で急逝。とてもコンサートができる状況ではなかったが、コンサートは中止せず、そのアンコールにて竹田が亡くなったことを発表し、デビュー曲「旅立ち」を会場の観客たちと一緒に歌う。（収録会場は相模原市民会館、ファンクラブ「千春を見守る会」の会員がエキストラで参加）。

### 出演（映画）
- 松山千春 - 大東俊介
- 竹田健二 - 萩原聖人
- 松山明 - 泉谷しげる
- 菊池絵里子（千春の姉） - 尾野真千子
- 佐藤耕造 - 裵ジョンミョン
- 河合紀美子 - 伴杏里
- 高木雪彦 - 林剛史
- 山本亮治（キャニオンレコードディレクター） - 斎藤歩
- 竹田依子 - 奥貫薫
- 杉浦邦雄（STV常務） - 渡辺哲
- 西口祐介（STVプロデューサー） - 石黒賢
- STVの番組スタッフ - 江口のりこ
- 喜瀬ひろし（STVアナウンサー） - 佐藤二朗
- 足寄駅長 - 石田純一（特別出演）
- 坂上宏治 - 津田寛治
- 警備員 - 鈴木拓（ドランクドラゴン）
- 長江健次、浜田晃、大久保貴光、加瀬尊朗 ほか

### スタッフ（映画）
- 原作：松山千春『足寄より』
- 監督：今井和久（メディアミックス・ジャパン）
- 脚本：鴨義信
- ロケ協力：足寄町、北海道庁、北海道ロケーション連絡室、池田町、小樽フィルムコミッション、とかちフィルムコミッション連絡協議会、網走市・能取岬、家畜改良センター十勝牧場、小樽市総合博物館、十勝バス、千葉県フィルムコミッション、南房総市、相模原フィルムコミッション ほか
- 音楽：松山千春
- 主題歌：松山千春「我家」（コロムビアミュージックエンタテインメント）
- 音楽編曲：石田勝範
- VFXプロデューサー：西村敬喜（ナイス・デー）
- 技斗：劔持誠、高野弘樹
- 技術協力：オーエイギャザリング
- 美術協力：テレビ朝日クリエイト、東京美工、舞クリエーション
- ポスプロ：ブル、Cinema Sound Works、ビーグル
- ラボ：IMAGICA
- 企画協力：朝倉薫
- アソシエイトプロデューサー：小林由明
- プロデューサー：小林岳夫、木滝和幸
- エグゼクティブ・プロデューサー：小曽根太
- 企画：渡邉裕二
- 協力：オフィス・ゲンキ、コロムビアミュージックエンタテインメント、ポニーキャニオン、扶桑社、文化通信社、札幌テレビ放送、STVラジオ

## 舞台
松山千春のデビュー35周年と文化通信社創立60周年を記念し、2012年7月30日 - 8月3日に、赤坂・草月ホールで上演。主演の松山千春役は「平成の松山千春を探せ!!」と題してプロアマ不問で一般公募され、応募総数823名の中から三浦祐太朗が選ばれた。
舞台はスクリーンに映し出される映像とステージ上での生の演技を組み合わせた構成となっている。
2013年には名古屋・大阪・札幌など全国7都市で上演された。前年の東京公演からキャストを変更し、脚本は松山と同じく北海道足寄郡足寄町出身で、北海道足寄高等学校の1年先輩にあたる尾西兼一、演出は本作が舞台初演出となる赤羽博が手がけた。

### 出演（舞台）
2012年東京公演
- 松山千春 - 三浦祐太朗
- 竹田健二（STVラジオプロデューサー） - 風間トオル[4]
- 松山明（千春の父親） - 杉田二郎[5][6]
- 竹田の上司 - 逸見太郎[4]
- IBC岩手放送ディレクター - 若山騎一郎[5]
- 長谷部（RKB毎日放送ディレクター） - 城咲仁[4]
- 千春の姉 - 保田圭
- 山辺涼子 - 鎌田奈津美[4]
- STVラジオAD - 吉永まり

2013年全国公演
- 松山千春 - 三浦祐太朗
- 竹田健二（STVラジオプロデューサー） - 金子昇
- 松山明（千春の父親） - 杉田二郎
- 池口部長（STVラジオ制作部・竹田の上司） - 堀川りょう
- 喜多見（IBC岩手放送ディレクター） - 長江健次[7]
- 富山（RKB毎日放送ディレクター） - 逸見太郎
- 松山江里子（千春の姉） - 宮本真希
- 神山順子（STVラジオAD） - 吉永まり
- 伊藤直子（千春の心の恋人） - 岩井七世
- 谷原由孝（千春の幼なじみ） - 亀田大（ワカバ）
- 佐藤耕治（千春の幼なじみ） - 松井亮太（ワカバ）
- 阿部澄夫（千春の幼なじみ） / イベント会社社長 / 客B - だいすけ[8]
- 鈴木幸弘（千春の幼なじみ） / イベント会社部下 / 客A - 松下幸司[8]
- ファンの娘 他 - しおり

### スタッフ（舞台）
- 原作：松山千春『足寄より』
- 脚本：朝倉薫（2012年東京公演）、稲垣雅之（2012年東京公演）、尾西兼一（2013年全国公演）
- 演出：稲垣雅之（2012年東京公演）
- 総合演出：赤羽博（2013年全国公演）
- 映像制作：小曽根太（2013年全国公演）
- プロデューサー：渡邉裕二
- 主催 / 企画・制作：文化通信社
- 後援：オフィス・ゲンキ、日本コロムビア、ユニバーサルミュージック、応援団（2012年東京公演）、サンケイスポーツ（2013年全国公演）
- 運営：ジプシーキャラバン（2012年東京公演）
- 制作協力：ネクストロード・プロダクション（2013年全国公演）
- 協力：ニッポン放送、FM NACK5、AIアクターズ（2012年東京公演）、文化放送（2013年全国公演）
- 特別協賛：アンファー（2012年東京公演）

### 公演日程（舞台）
- 2012年7月30日 - 8月3日：赤坂・草月ホール
- 2013年2月20日：名古屋市芸術創造センター
- 2013年2月23日：サンケイホールプリーゼ
- 2013年2月26日：ももちパレス
- 2013年3月15日：静岡市民文化会館 中ホール
- 2013年3月22日 - 24日：東京グローブ座
- 2013年3月29日：楽楽楽ホール
- 2013年4月2日 - 3日：道新ホール

当初は2013年3月7日にパレット市民劇場での公演も予定されていたが、主催者側の都合により急遽中止となった。